# Talahua
Talahua là một chi ruồi trong họ Syrphidae.